# Synema reimoseri
Synema reimoseri är en spindelart som beskrevs av Roger de Lessert 1928. Synema reimoseri ingår i släktet Synema och familjen krabbspindlar.
Artens utbredningsområde är Kongo. Inga underarter finns listade i Catalogue of Life.